# Regionalny Stargardzki Park Wysokich Technologii
Park Przemysłowy Nowoczesnych Technologii – drugi po SPP park przemysłowy w Stargardzie, położony w południowej części miasta w Kluczewie, na terenach byłego lotniska.
Park zajmuje powierzchnię 400 ha, z czego 50 ha jest objęte statusem specjalnej strefy ekonomicznej przez Pomorską SSE. Został powołany do życia 25 lipca 2007 w liście intencyjnym podpisanym przez prezydenta Stargardu, starostę stargardzkiego i marszałka województwa zachodniopomorskiego.
Park posiada bezpośrednie połączenie z drogą ekspresową nr 10 poprzez węzeł Stargard Centrum i nowo wybudowaną ul. Fabryczną. Obszar Parku charakteryzuje mała deniwelacja gruntu na całym jego obszarze. Wszystkie grunty posiadają podłączenie do mediów.
Na terenie PPNT swoją fabrykę posiada producent opon Bridgestone i Cargotec produkujący maszyny i dźwigi, zaś w fazie przygotowywań do realizacji jest fabryka silników i centrum badawczo-rozwojowe MTU Tognum.